# Пластково
Пластково (пол. Płastkowo, нім. Plastichow) — село в Польщі, у гміні Камень-Поморський Каменського повіту Західнопоморського воєводства.
Населення — 63 особи (2011).
У 1975-1998 роках село належало до Щецинського воєводства.

## Демографія
Демографічна структура станом на 31 березня 2011 року:
|          | Загалом | Допрацездатний вік | Працездатний вік | Постпрацездатний вік |
| -------- | ------- | ------------------ | ---------------- | -------------------- |
| Чоловіки | 30      | 5                  | 24               | 1                    |
| Жінки    | 33      | 12                 | 16               | 5                    |
| Разом    | 63      | 17                 | 40               | 6                    |